# Vérin
Vérin – miejscowość i gmina we Francji, w regionie Owernia-Rodan-Alpy, w departamencie Loara.
Według danych na rok 1990 gminę zamieszkiwały 512 osoby, a gęstość zaludnienia wynosiła 168 osób/km² (wśród 2880 gmin regionu Rodan-Alpy Vérin plasuje się na 1135. miejscu pod względem liczby ludności, natomiast pod względem powierzchni na miejscu 1645.).